# Schizocosa afghana
Schizocosa afghana là một loài nhện trong họ Lycosidae.
Loài này thuộc chi Schizocosa. Schizocosa afghana được Carl Friedrich Roewer miêu tả năm 1960.